# Privát történelem
A Privát történelem Bódy Gábor 1978-ban készült fekete-fehér rövidfilmje. A film képanyaga hang nélküli amatőr filmfelvételekből Tímár Péter igen jelentős értékű trükkmunkája segítségével, valamint logopédus közreműködésével (aki igyekezett a látható szájmozgások alapján rekonstruálni azt, hogy mit mondtak a kamerába a szereplők) állt össze.
A film igen ismertté és sikeressé vált. Az 1979-es Miskolci Filmfesztiválon a Filmkritikusok Díját kapta meg, és bemutatták az Oberhauseni és a Melbourne-i Filmfesztiválon is.
A Privát történelem betekint abba a világba, amit a civil arcok felvillantanak. Az amatőr felvételek közben felidéződik a kor, a történelem is. Így a harmincas-negyvenes éveken keresztül eljutunk egy szintén a szerző által előbányászott amatőr felvétellel a zsidó deportáltak egy menetéhez. A privát sorsok szörnyű történelemmé állnak össze. A vonuló zsidók még belemosolyognak a kamerába, egy keretlegény pedig a felvétel ismeretlen készítőjének tiszteleg.